# 吳禎 (嘉靖進士)
吳禎（1507年—？），字元吉，直隸常州府無錫縣人，民籍，明朝政治人物。

## 生平
嘉靖十六年（1537年）丁酉科應天府鄉試第一百二十五名舉人。嘉靖二十年（1541年）中式辛丑科會試第一百二十四名，登第三甲第一百七十五名進士。授江西庐陵县知县。

## 家族
曾祖吳稷；祖父吳玉，監生；父吳恩，陰陽訓術。母殷氏；繼母沈氏。慈侍下。